# Otto Zinöder
Otto Zinöder (* 4. September 1956 in Waidhofen an der Ybbs) ist ein ehemaliger österreichischer Boxer.

## Werdegang
Zinöder wurde im Juniorenalter österreichischer Meister sowie in den Jahren 1977 und 1978 auch Herrenmeister der Amateure im Halbweltergewicht. Er bestritt 128 Amateurkämpfe, von denen er 98 gewann.
Im Juli 1978 bestritt er seinen ersten Kampf als Berufsboxer. Mitte Dezember 1978 traf Zinöder in seinem vierten Duell auf den früheren deutschen Meister Klaus Jacoby, den er vorzeitig besiegte. Im März 1979 kämpfte Zinöder zum ersten und einzigen Mal als Berufsboxer im Ausland, als er in Deutschland Friedhelm Manns bezwang. In seinem nächsten Kampf setzte sich Zinöder nach Punkten gegen Dieter Schantz durch, der kurz darauf die deutsche Meisterschaft gewann.
Anfang November 1980 bot sich ihm die Möglichkeit, gegen den erfahrenen Esperno Postl um den österreichischen Meistertitel im Weltergewicht zu boxen. Zinöder ging als Sieger aus dem Duell hervor. Er verteidigte den Titel Ende Juni 1981 gegen Franz Hohl, Ende August desselben Jahres musste er diesen nach einer Niederlage gegen Joseph Pachler jedoch abtreten. Ende März 1983 bestritt Zinöder noch einmal einen Kampf um die Staatsmeisterschaft, verlor aber gegen Manfred Findenig. Es war zugleich sein letzter Auftritt als Berufsboxer. Zinöder wurde beruflich beim Büromöbelhersteller Bene in Waidhofen tätig.